# Coco Austin
Nicole "Coco" Natalie Austin (Palos Verdes, Californië, 17 maart 1979) is een Amerikaans naaktmodel, danseres, actrice en internetpersoonlijkheid. Ze is het best bekend voor haar huwelijk met rapper/acteur Ice-T en haar buitenproportionele lichamelijke verhoudingen.

## Biografie
Austin werd in Palos Verdes, Californië geboren. Haar ouders waren acteurs die elkaar ontmoetten op de set van de film Bonanza. Ze heeft een jongere zus, Kristy, en een jongere broer.
Austins bijnaam Coco ontstond uit haar onvermogen als kind om de naam "Nicole" uit te spreken. Ze verbasterde dit tot "Cole Cole" of "Coco", wat later haar algemeen gebruikte bijnaam werd. Austin verhuisde naar Albuquerque, New Mexico toen ze tien was. Naar eigen zeggen groeide ze op als atypisch meisje met een voorliefde voor quads en voetbal.
In haar eerste tienerjaren begon Austin met modellenwerk. Op haar veertiende won ze de "Beverly Hills Studio Modellenwedstrijd". Hiermee won ze een studiebeurs van 20.000 dollar waarmee ze naar een betere middelbare school kon, waar ze in de klas zat met actrices Jessica Alba en Hilary Swank.

## Carrière

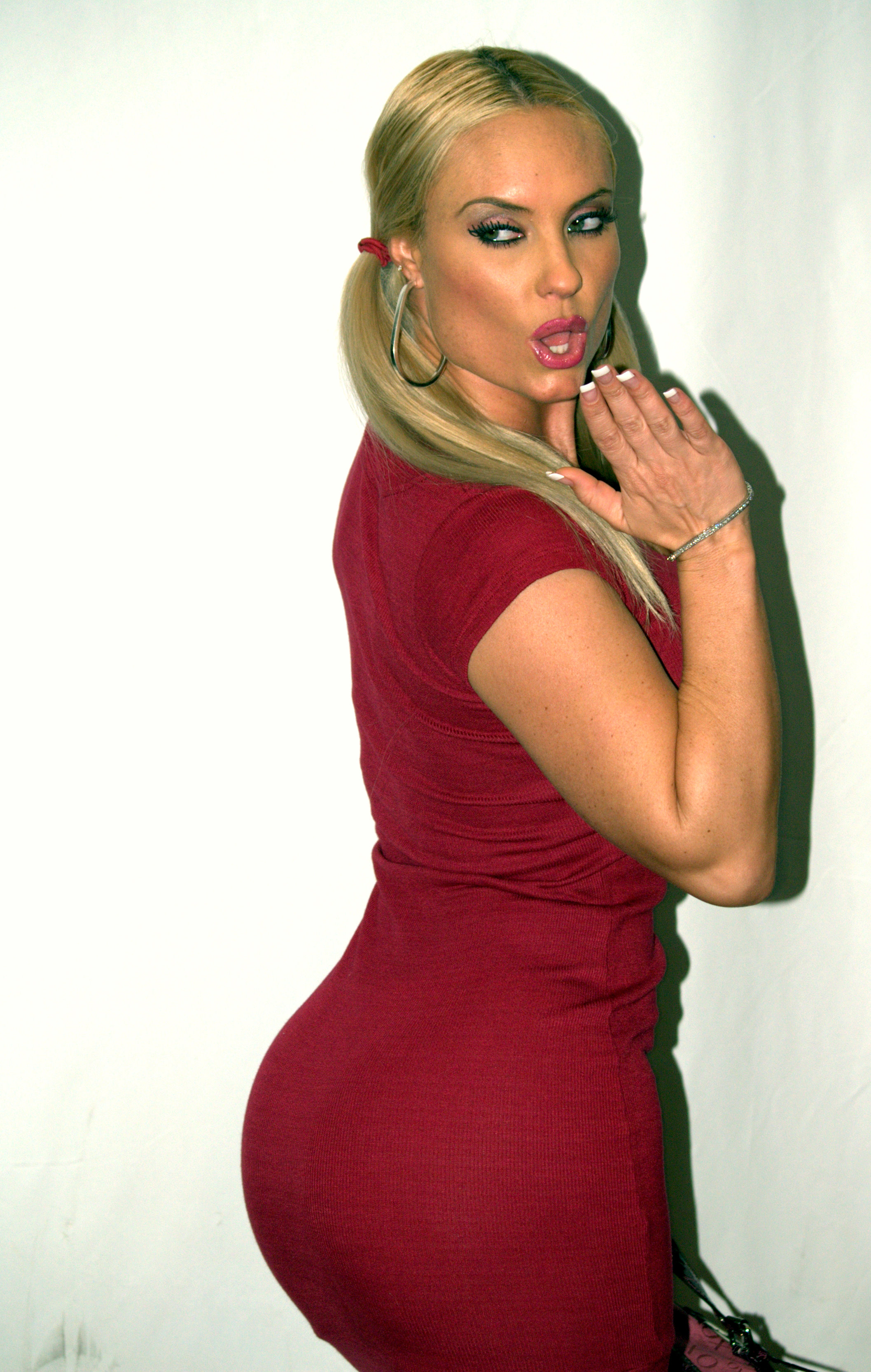
Het formaat van Austins achterwerk is een van de prominentste redenen van haar bekendheid.

Op haar achttiende begon Austin zich te specialiseren in lingerie, lichaamsfotografie en badkleding. Ze nam deel aan badkledingwedstrijden en modelleerde voor kalenders, catalogi en video's. In hetzelfde jaar, 1998, won ze de Miss Ujena Wedstrijd in Mexico.
In 2001 werd Austin aangenomen als medewerker van het blad Playboy. Voor hen verzorgde ze feesten en evenementen als "gastvrouw" op de Playboy Mansion. Ook acteerde ze in deze periode in low-budget 18+ films.
Na haar huwelijk met Ice-T maakte Coco cameos in onder andere Law & Order, waarin haar echtgenoot een vaste rol heeft. In 2008 stond ze weer in de Playboy en in datzelfde jaar speelde ze met haar familie tegen Joan Rivers in NBC's Celebrity Family Feud.

## Privé
Austin trouwde op 31 december 2001 met rapper en acteur Ice-T. Zo werd ze de stiefmoeder van zijn zoon, Ice (1992), uit een eerdere relatie.
Coco Austin staat op het internet vaak in de belangstelling om haar lichamelijke verhoudingen. Austin geeft op haar website aan een borstvergroting te hebben ondergaan, maar ontkent operaties aan haar achterwerk. De publicatie van jeugdfoto's van Austin impliceren toch dat Austin ook haar billen heeft laten opvullen.
- International Standard Name Identifier: 0000 0001 1975 9912
- Library of Congress Control Number: n2011034061
- MusicBrainz: 95e43a39-dd91-418b-bf10-3c2394ba5b5d
- Virtual International Authority File: 170728451
- WorldCat: E39PBJh8QPb6QcPG884gCkhbVC